# Gospojinci
Gospojinci (mađ. Boldogasszonyfa, nje. Bodigaß) je selo u južnoj Mađarskoj.
Zauzimaju površinu od 17,22 km četvorna.

## Zemljopisni položaj
Nalazi se na 46° 11' sjeverne zemljopisne širine i 17° 50' istočne zemljopisne dužine. Laslov je 1 km južno, Mamelik je 3 km jugoistočno, Čebinj je 6 km istočno, Ertelen je 6 km istočno-jugoistočno, Rašađ je 5 km zapadno-jugozapadno, a Luka je 6,5 km zapadno-jugozapadno. Susjedna Šomođska županija je udaljena 1 km prema sjeveru. Bosina je 3 km sjeverno. Zapadno od sela se nalazi zaštićeni krajolik Želic.

## Upravna organizacija
Upravno pripada Sigetskoj mikroregiji u Baranjskoj županiji. Poštanski broj je 7937.

## Povijest
Područje je bilo naseljeno još u starijem kamenom dobu.
1344. se spominje u dokumentima kao Bodugazonfaua, a 1492. kao Bodogazonfalwa.
1746. se spominju njemački, slavenski i mađarski stanovnici u ovom selu.

## Stanovništvo
Gospojinci imaju 501 stanovnika (2001.). Većinu čine Mađari. Nijemci, koji čine nešto ispod 5%, imaju svoju manjinsku samoupravu. Ostale manjine su Romi, kojih je 7%, Hrvata je 0,7%, a nepoznate ili neizjašnjene nacionalnosti je 9%.
Po vjerskoj strukturi, preko 2/3 su rimokatolici, kalvinista je 5%.

## Vanjske poveznice
- (mađ.) A település hivatalos honlapja
- (mađ.) A község a Vendégvárón  Arhivirana inačica izvorne stranice od 25. lipnja 2004. (Wayback Machine)
- Gospojinci na fallingrain.com